# 马耳他骑士团政务会议
馬爾他騎士團政務會議（英語：Sovereign Council of the Order of Malta）是耶路撒冷、羅得島和馬爾他聖若翰主權軍事醫院騎士團的主要政府機構，負責處理在每五年舉行一次的“大議會（Chapter General）”會期間的日常事務。政務會議的權力和責任由《馬爾他騎士團大憲章》所確定。 每年政務會議需要召開至少6次會議。

## 成員資格
馬爾他騎士團政務會議由以下成員組成：
1. 大教長（The Prince and Grand Master）或代理大教長（Lieutenant of Grand Master）；
2. 四大要職官員：
  1. 事務大臣（The Grand Commander）
  2. 外務大臣（The Grand Chancellor）
  3. 醫務大臣（The Grand Hospitaller）
  4. 財務大臣（The Receiver of the Common Treasure）
3. 其他六名委員。

除大教長或代理大教長外，其他成員由出席大議會的多數成員選舉產生，任期五年。:Article 20
大教長或代理大教長、事務大臣和至少其他四名政務會議成員必須是正義騎士。:Article 20
除大教長外，其他成員均可尊稱閣下（His Excellency）。

## 現任成員
以下馬爾他騎士團政務會議成員的任期為2019年至2024年。
- 馬可·盧扎戈（英语：Marco Luzzago）修士閣下（代理大教長）
- 魯伊·貢薩洛·多·瓦萊·佩紹托·代·維拉斯·博阿斯（英语：Ruy Gonçalo do Valle Peixoto de Villas Boas）修士閣下（事務大臣）
- 阿爾布雷希特·弗賴赫爾·馮·伯塞拉格（英语：Albrecht von Boeselager）修士閣下（外務大臣）
- 拉羅什富科 - 蒙貝爾的多米尼克親王閣下（醫務大臣）
- 亚诺斯伯爵埃斯特哈齐·德加兰萨閣下（財務大臣）
- 約翰·蒂莫西·鄧拉普（英语：John T. Dunlap）修士閣下
- 伊曼紐爾·盧梭（英语：Emmanuel Rousseau）修士閣下
- 戈特弗里德·馮·庫內爾特-萊迪恩（英语：Gottfried von Kühnelt-Leddihn）修士閣下
- 羅伯托·維亞佐（英语：Roberto Viazzo）修士閣下
- 溫弗里德·格拉夫·亨克爾·馮·唐納斯馬克閣下
- 毛羅·貝爾特羅·古鐵雷斯閣下